# جورج بلي ويت
جورج بلي ويت هو فيلسوف كندي، ولد في 9 ديسمبر 1873 في سينترال إلجين في كندا، وتوفي في 9 أغسطس 1912.